# Râul Zlata, Râul Mare
Râul Zlata este un curs de apă, afluent al Râului Mare. Se formează la confluența brațelor Lăncița și Dobrunu.

## Hărți
- Harta Munților Retezat  Arhivat în 10 iulie 2012, la Wayback Machine.
- Harta județului Hunedoara